# ماكلن مكارتي
ماكلن مكارتي (بالإنجليزية: Maclyn McCarty)‏ (9 يونيو 1911-2 يناير 2005) كان عالم وراثة أمريكي وباحثا في الكائنات المعدية، ويعرف بدوره في اكتشاف أن الدنا -وليس البروتين- هو المركب المسؤول عن المادة الوراثية، وأنه يشكل الطبيعة الكيميائية للجين، كاشفا سر الجزيء الذي كان محل تساؤل -بالنسبة لعديد السكاريد المحفظي لبكتيريا المكورة الرئوية- وهذا قاد إلى دراسة الوراثة ليس عبر علم الجينات وحسب بل عبر الكيمياء كذلك، ومهد لوجود علم الأحياء الجزيئي.
كان ماكرثي الأصغر والأطول عمرا بين أعضاء الفريق المعروف بتجربة أيفري-ماكلويد-ماكرتي والذي ضم أوزوالد آفري وكولين ماكلويد كذلك، توفي يوم 2 يناير 2005 بسبب قصور القلب الاحتقاني.

## روابط خارجية
- نعي جريدة نيويورك تايمز.